# Mémorial Janusz-Kusociński
Le Mémorial Janusz-Kusociński est une compétition internationale d'athlétisme se déroulant une fois par an en juin au stade d'athlétisme (Miejski Stadion Lekkoatletyczny im. Wiesława Maniaka) de Szczecin, en Pologne. C'est un des plus anciens meetings polonais (1954), créé en mémoire du champion olympique
Janusz Kusociński, tué le 21 juin 1940 par des militaires allemands dans le cadre de l'extermination des cadres polonais. D'abord organisé dans le stade du 10e-anniversaire à Varsovie, son siège est devenu par la suite tournant, avec des villes comme Lublin, Bydgoszcz, Poznań et plus récemment Szczecin. Il fait partie en 2011 du circuit européen de l'European Outdoor Premium Meetings.
En 2018, la 64e édition a lieu au stade de Silésie de Chorzów.

## Records du meeting[2]

### Hommes
| Epreuve           | Record             | Athlète                               | Nationalité        | Date        | Ref   |
| ----------------- | ------------------ | ------------------------------------- | ------------------ | ----------- | ----- |
| 100 m             | 10 s 00 (+2,0 m/s) | Marian Woronin                        | Pologne            | 1984        |       |
| 200 m             | 20 s 06 (+1,7 m/s) | Silvio Leonard                        | Cuba               | 1978        |       |
| 400 m             | 44 s 56            | Paul Dedewo                           | États-Unis         | 8 juin 2018 | [ 3 ] |
| 800 m             | 1 min 43 s 66      | Alberto Juantorena                    | Cuba               | 1977        |       |
| 1 500 m           | 3 min 35 s 77      | Nicholas Kemboi                       | Kenya              | 2010        |       |
| 3 000 m           | 7 min 43 s 67      | Sammy Kipketer                        | Bahreïn            | 1999        |       |
| 5 000 m           | 13 min 31 s 09     | Hansjörg Kunze                        | Allemagne de l'Est | 1979        |       |
| 10 000 m          | 28 min 41 s 02     | Ryszard Kopijasz                      | Pologne            | 1980        |       |
| 20 000 m          | 1 h 18 min 17 s 0  | Jan Morawiec                          | Pologne            | 1962        |       |
| 25 000 m          | 1 h 26 min 26 s 0  | Marian Jurczynski                     | Pologne            | 1964        |       |
| Marathon          | 2 h 36 min 6 s     | Józef Russek                          | Pologne            | 1956        |       |
| 110 m haies       | 13 s 25 (+0,5 m/s) | Sergueï Choubenkov                    | Russie             | 8 juin 2018 | [ 3 ] |
| 400 m haies       | 49 s 00            | Kemel Thompson                        | Jamaïque           | 2000        |       |
| 3 000 m steeple   | 8 min 21 s 2       | Bronisław Malinowski                  | Pologne            | 1974        |       |
| Saut en hauteur   | 2,36 m             | Artur Partyka                         | Pologne            | 1996        |       |
| Saut à la perche  | 5,91 m             | Renaud Lavillenie                     | France             | 8 juin 2018 | [ 3 ] |
| Saut en longueur  | 8,37 m             | James Beckford                        | Jamaïque           | 2007        |       |
| Triple saut       | 17,48 m            | Danil Burkenya                        | Russie             | 2007        |       |
| Lancer du poids   | 22,27 m            | Ryan Crouser                          | États-Unis         | 8 juin 2018 | [ 3 ] |
| Lancer du disque  | 69,30 m            | Andrius Gudžius                       | Lituanie           | 8 juin 2018 | [ 3 ] |
| Lancer du marteau | 83,93 m            | Pawel Fajdek                          | Pologne            | 2015        |       |
| Lancer du javelot | 91,50 m            | Jan Železný                           | Pologne            | 1994        |       |
| Décathlon         | 8 118 pts          | Ryszard Skowronek                     | Pologne            | 1973        |       |
| 4 × 100 m         | 38 s 65            |                                       | Pologne            | 2004        |       |
| 4 × 400 m         | 3 min 6 s 6        |                                       | Royaume-Uni        | 1964        |       |
| 5 000 m marche    | 18 min 41 s 79     | Robert Korzeniowski                   | Pologne            | 1997        |       |
| 10 000 m marche   | 40 min 32 s 8      | Daniel Bautista                       | Mexique            | 1978        |       |
| 20 km marche      | 1 h 20 min 52 s    | Zdzisław Szlapkin Robert Korzeniowski | Pologne            | 1988 1995   |       |

### Femmes
| Epreuve           | Record             | Athlète              | Nationalité        | Date        | Ref   |
| ----------------- | ------------------ | -------------------- | ------------------ | ----------- | ----- |
| 100 m             | 11 s 22            | Irena Szewińska      | Pologne            | 1976        |       |
| 200 m             | 22 s 61            | Ewa Kasprzyk         | Pologne            | 1985        |       |
| 400 m             | 49 s 75            | Irena Szewińska      | Pologne            | 1976        |       |
| 600 m             | 1 min 25 s 04      | Joanna Jóźwik        | Pologne            | 2015        |       |
| 800 m             | 1 min 56 s 2       | Anita Weiß           | Allemagne de l'Est | 1978        |       |
| 1 500 m           | 3 min 56 s 68      | Genzebe Dibaba       | Éthiopie           | 8 juin 2018 | [ 3 ] |
| 3 000 m           | 9 min 7 s 57       | Purity Rionoripo     | Kenya              | 2012        |       |
| 100 m haies       | 12 s 36 (+1,9 m/s) | Grażyna Rabsztyn     | Pologne            | 1980        |       |
| 400 m haies       | 54 s 73            | Vania Stambolova     | Bulgarie           | 2011        |       |
| 3 000 m steeple   | 9 min 39 s 51      | Mercy Njoroge        | Kenya              | 2010        |       |
| Saut en hauteur   | 1,99 m             | Kamila Lićwinko      | Pologne            | 2016        |       |
| Saut à la perche  | 4,70 m             | Svetlana Feofanova   | Russie             | 2011        |       |
| Saut en longueur  | 6,91 m             | Agata Karczmarek     | Pologne            | 1996        |       |
| Triple saut       | 14,50 m            | Olha Saladukha       | Ukraine            | 2010        |       |
| Lancer du poids   | 21,41 m            | Helena Fibingerová   | Tchécoslovaquie    | 1980        |       |
| Lancer du disque  | 66,58 m            | Ilke Wyludda         | Allemagne          | 1995        |       |
| Lancer du marteau | 79,61 m            | Anita Włodarczyk     | Pologne            | 2016        |       |
| Lancer du javelot | 58,42 m            | Tatsiana Khaladovich | Biélorussie        | 2015        |       |
| 4 × 100 m         | 43 s 58            |                      | Pologne            | 1999        |       |
| 4 × 400 m         | 3 min 34 s 0       |                      | Pologne            | 1972        |       |
| 3 000 m marche    | 13 min 1 s 72      | Katarzyna Mosio      | Pologne            | 1992        |       |
| 5 000 m marche    | 26 min 10 s 5      | Agnieszka Wyszyńska  | Pologne            | 1981        |       |
| 10 km marche      | 43 min 28 s        | Katarzyna Radtke     | Pologne            | 1995        |       |